# Forêt de Châtillon-sur-Seine
La forêt de Châtillon-sur-Seine est une forêt domaniale située en Côte-d'Or en France, près de Châtillon-sur-Seine, en France.

## Géographie
La forêt de Châtillon-sur-Seine couvre près de 9 000 hectares et compte parmi les plus vastes de Bourgogne. Sillonnée de nombreux vallons, elle recouvre de vastes plateaux calcaires du Jurassique situés entre 300 et 400 mètres d’altitude (point culminant 417m).

## Histoire

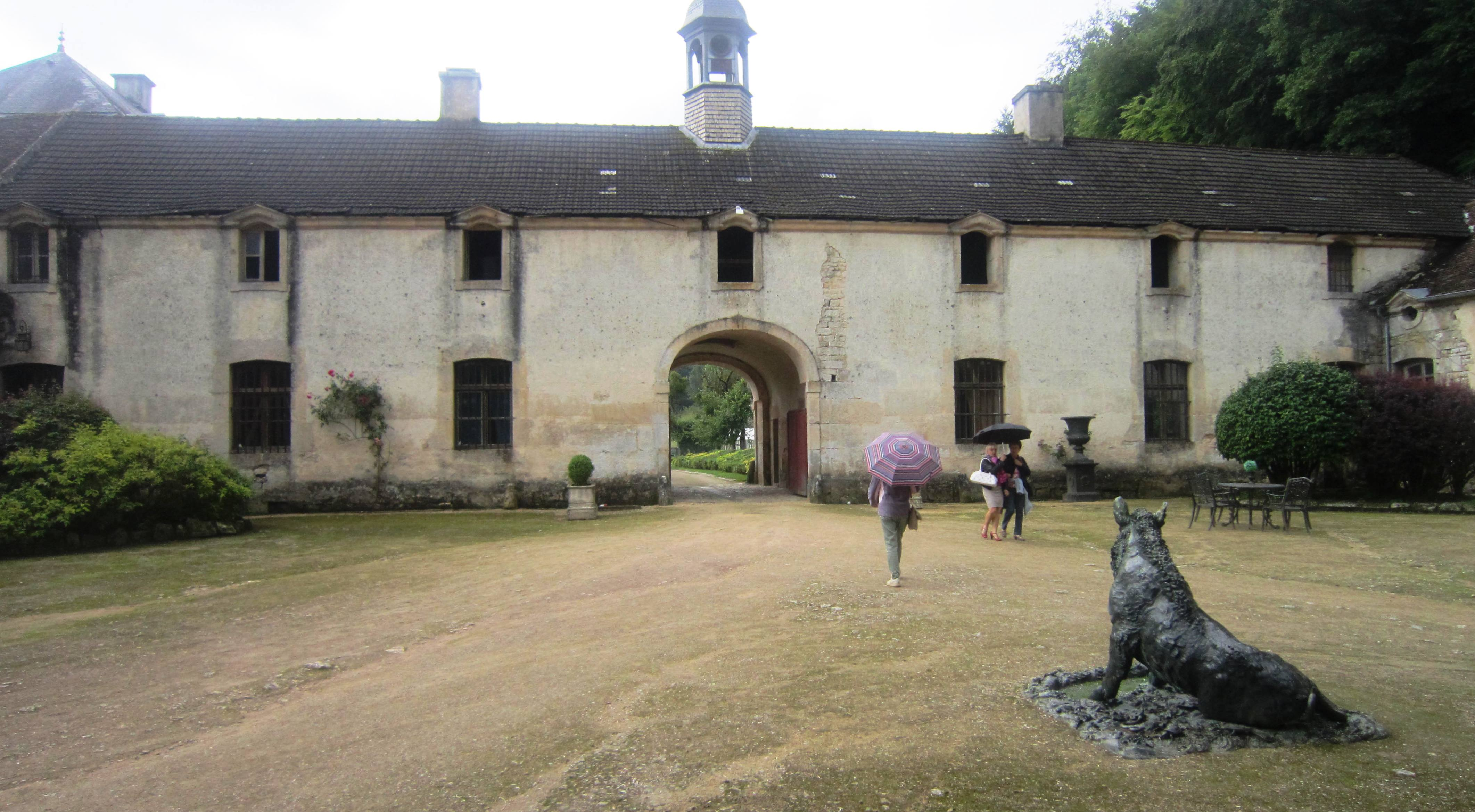
Abbaye du Val des Choues.

L’histoire de la forêt de Châtillon est liée à celle du monachisme qui a fortement marqué la région au début du IIe millénaire. Les ordres cisterciens et chartreux ont leur origine dans cette région ; les Templiers y ont établi plusieurs commanderies et l’abbaye du Val des Choues, ancienne abbaye mère d'un ordre original, reste le centre cynégétique de la région avec une meute permanente pour la chasse au sanglier. Tous les jeudis, du 15 septembre au 31 mars, des chasses à courre ont lieu.
Après 10 ans de démarches administratives la forêt de Châtillon constitue, avec les massifs forestiers d'Arc-en-Barrois et d'Auberive, le Parc national de forêts créé le 7 novembre 2019. Celui-ci est le 11e parc national français et le plus vaste après celui de Guyane.

## La bataille de la forêt 10 juin 1944
Lors du débarquement de Normandie, les chefs de l’état major des FFI donnent l’ordre aux différents maquis de la région, de se regrouper en forêt de Châtillon. Ce rassemblement compte jusqu’à 450 hommes. Des postes de surveillances sont installés à différents accès de la forêt. L’armée allemande déclenche une reconnaissance aérienne qui confirme la présence d’un important maquis. Les chefs de l’état major des FFI inspectant le maquis sont informés du danger imminent. Le 10 juin 1944, la forêt est encerclée par 2 000 hommes de la Wehrmacht et de l’armée Vlassov. Le feu est nourri, plusieurs maquisards sont tués et faits prisonniers. Ces prisonniers, qui auraient dû être traités comme des prisonniers de guerre, sont emmenés à Saint-Germain-le-Rocheux et à Essarois pour y être exécutés après d’abominables tortures. À l’issue de ce drame, 37 victimes seront dénombrées.

## Les bornes de la forêt
Les limites de la forêt sont marquées dès le XIVe siècle par des bornes des pierres  Inscrit MH (1927)  que l'on retrouve sur les communes Buncey, Maisey-le-Duc, Nod-sur-Seine, Saint-Germain-le-Rocheux et Villiers-le-Duc.
Le bornage le plus ancien remonte à l'époque des Valois. À la réunion du duché au domaine de France en 1477 les anciennes bornes sont conservées et d'autres apparaissent principalement du XVIIe siècle. Soixante-quatre bornes ont ainsi été recensées.
Implantées sur les chemins forestiers, elles portent sur une face les armes ducales ou royales selon leur époque et sur l'autre celle du propriétaire mitoyen : autres seigneuries, couvents ou communes. Certaines ont été rajoutées au classement plus récemment, le 27 novembre 2012.

## Flore
Elle est principalement composée de chênes, de charmes et de hêtres. On y trouve des fleurs rares et protégées, comme le sabot de Vénus ou la ligulaire de Sibérie.

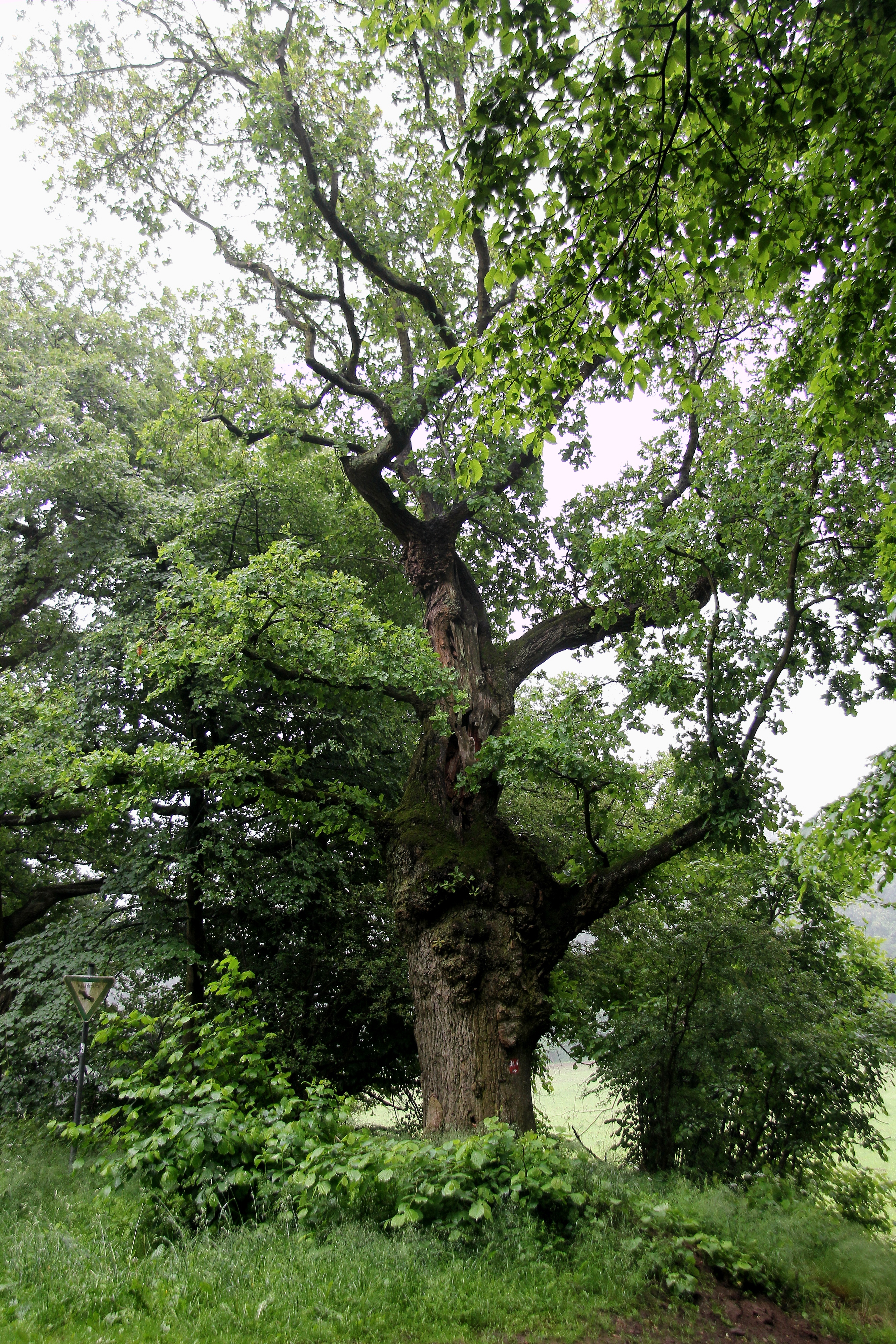
Chêne
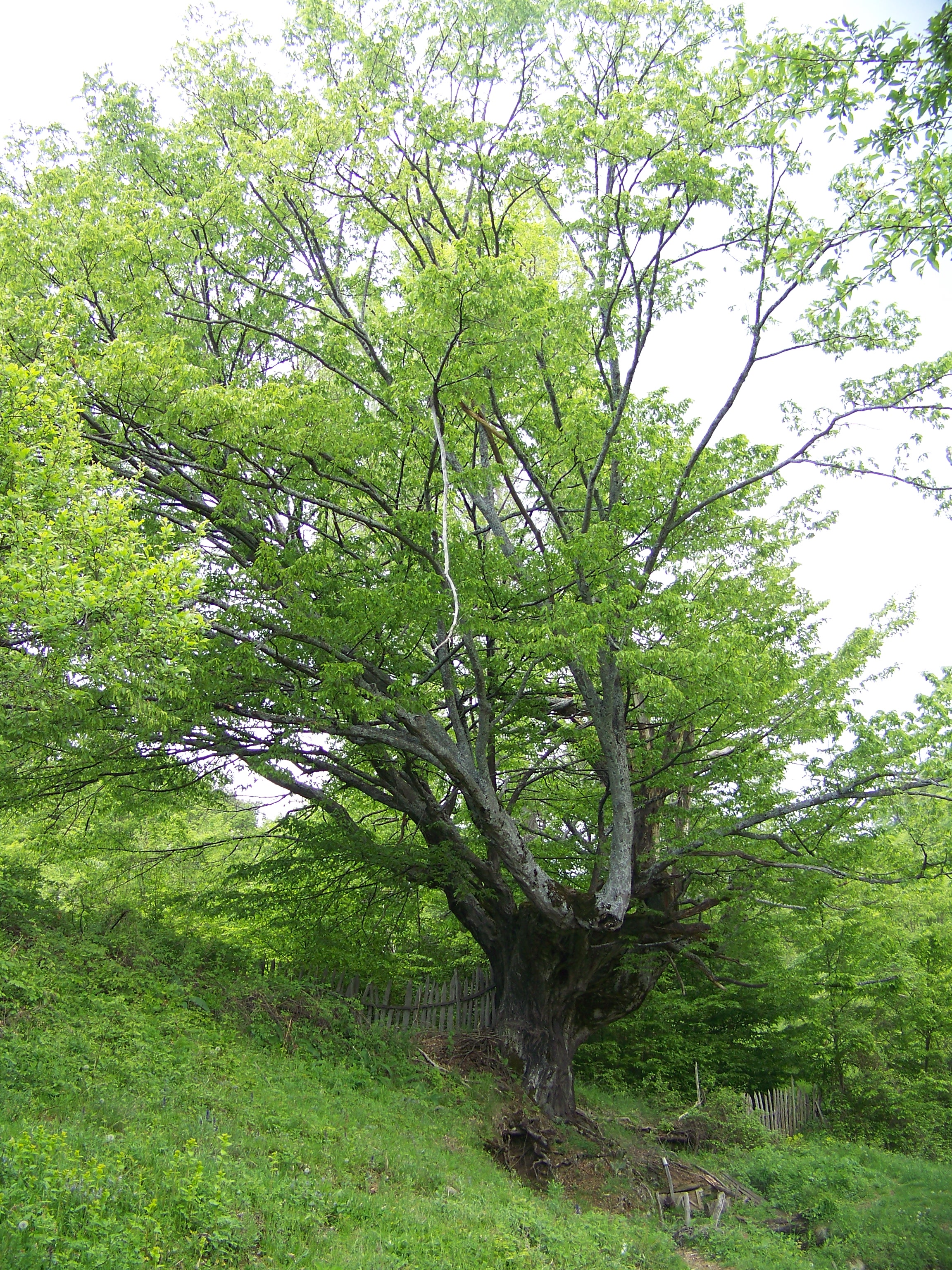
Charme
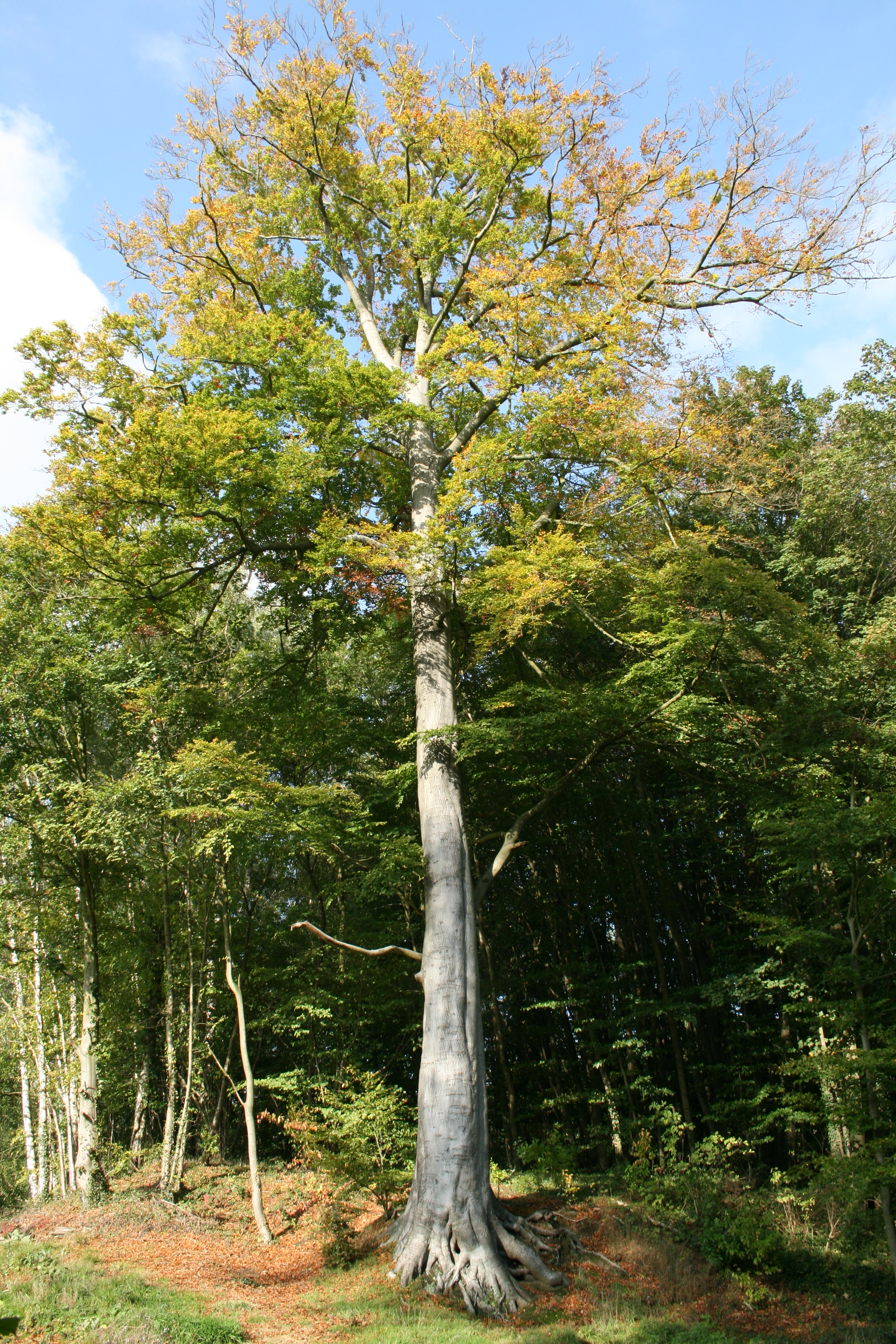
Hêtre
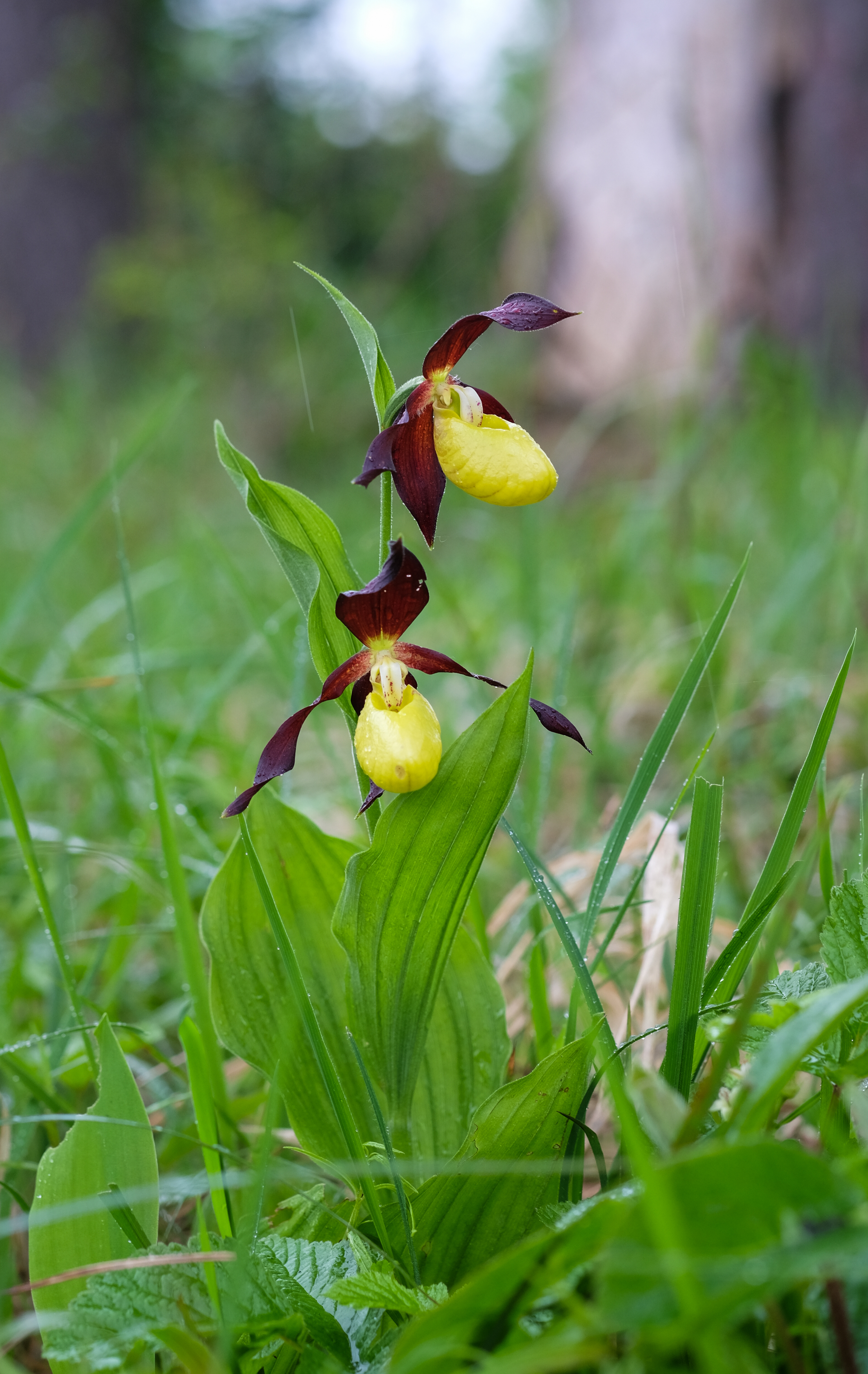
Sabot de Vénus
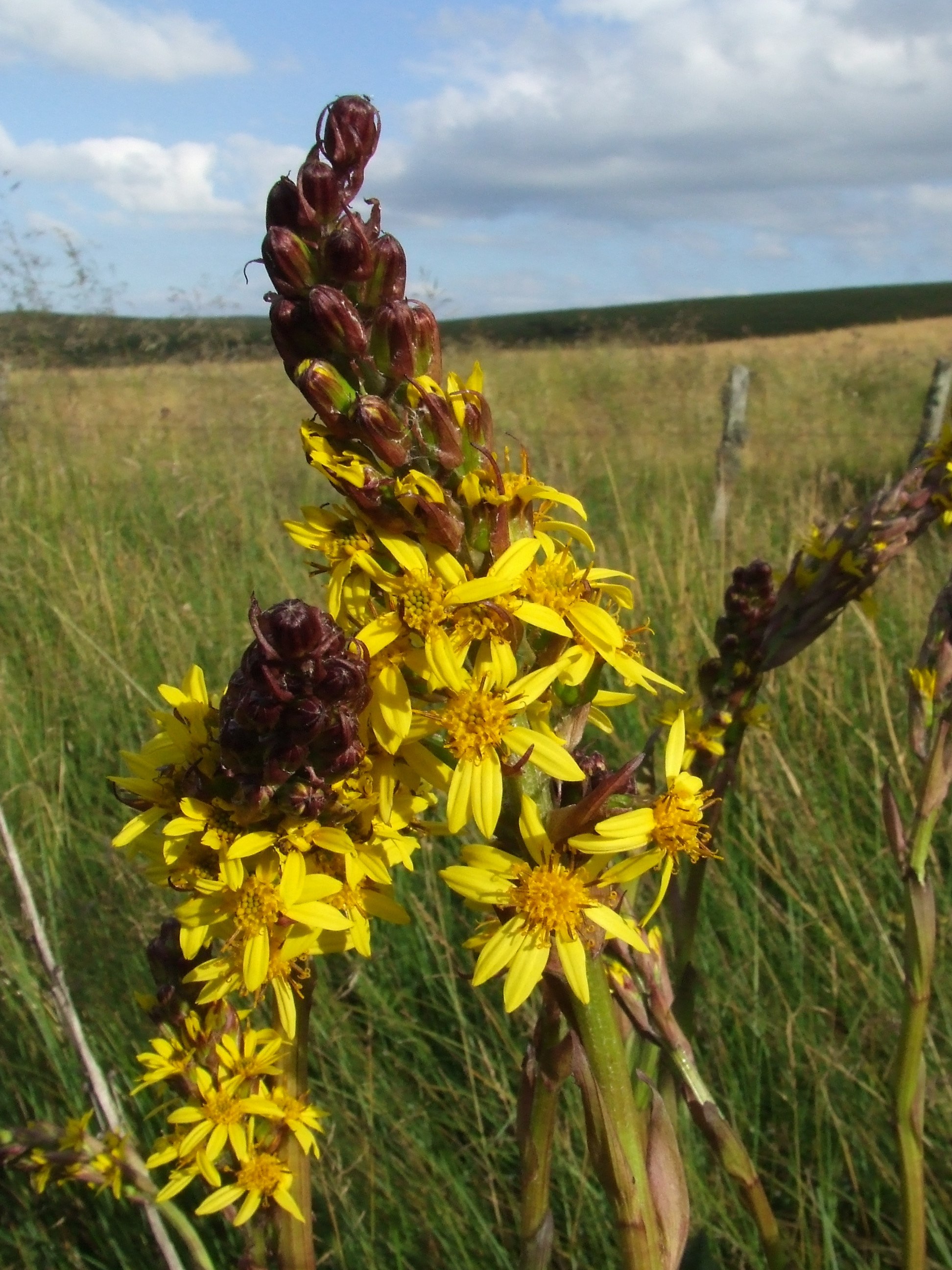
Ligulaire de Sibérie

## Faune
La forêt de Châtillon, riche d'une forte population de gros gibier : cerfs, chevreuils et sangliers, est un lieu de chasse à courre particulièrement depuis l’abbaye du Val des Choues qui entretient une meute permanente pour la chasse au sanglier.
Elle accueille également de nombreux oiseaux dont la cigogne noire inscrite sur la liste rouge de l'UICN, l'aigle botté et la chouette de Tengmalm dont l’effectif principal pour la Bourgogne niche au sein de cette zone. On note par ailleurs des populations importantes de pics : pic mar, pic cendré, pic noir.

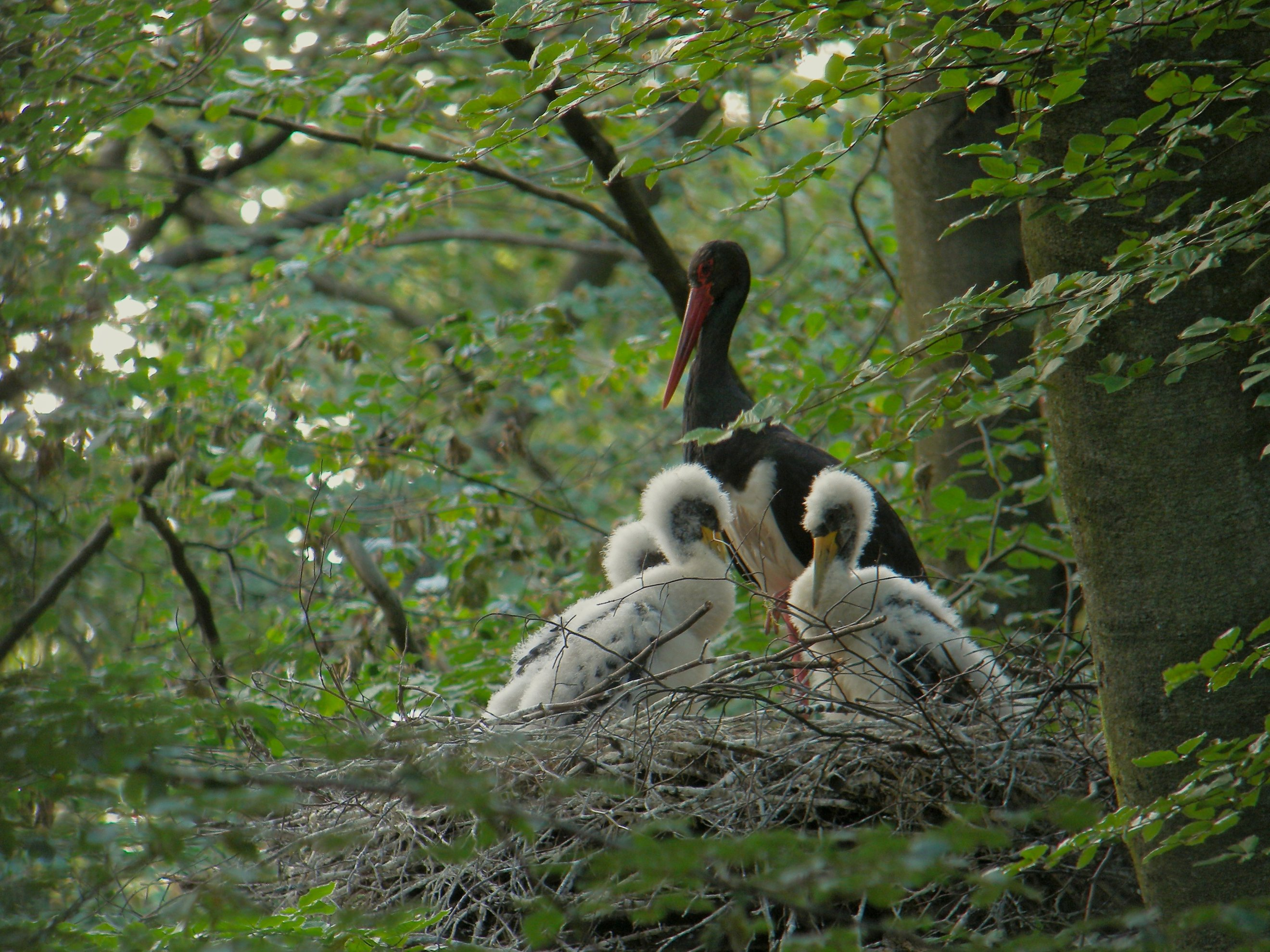
Nid de cigogne noire
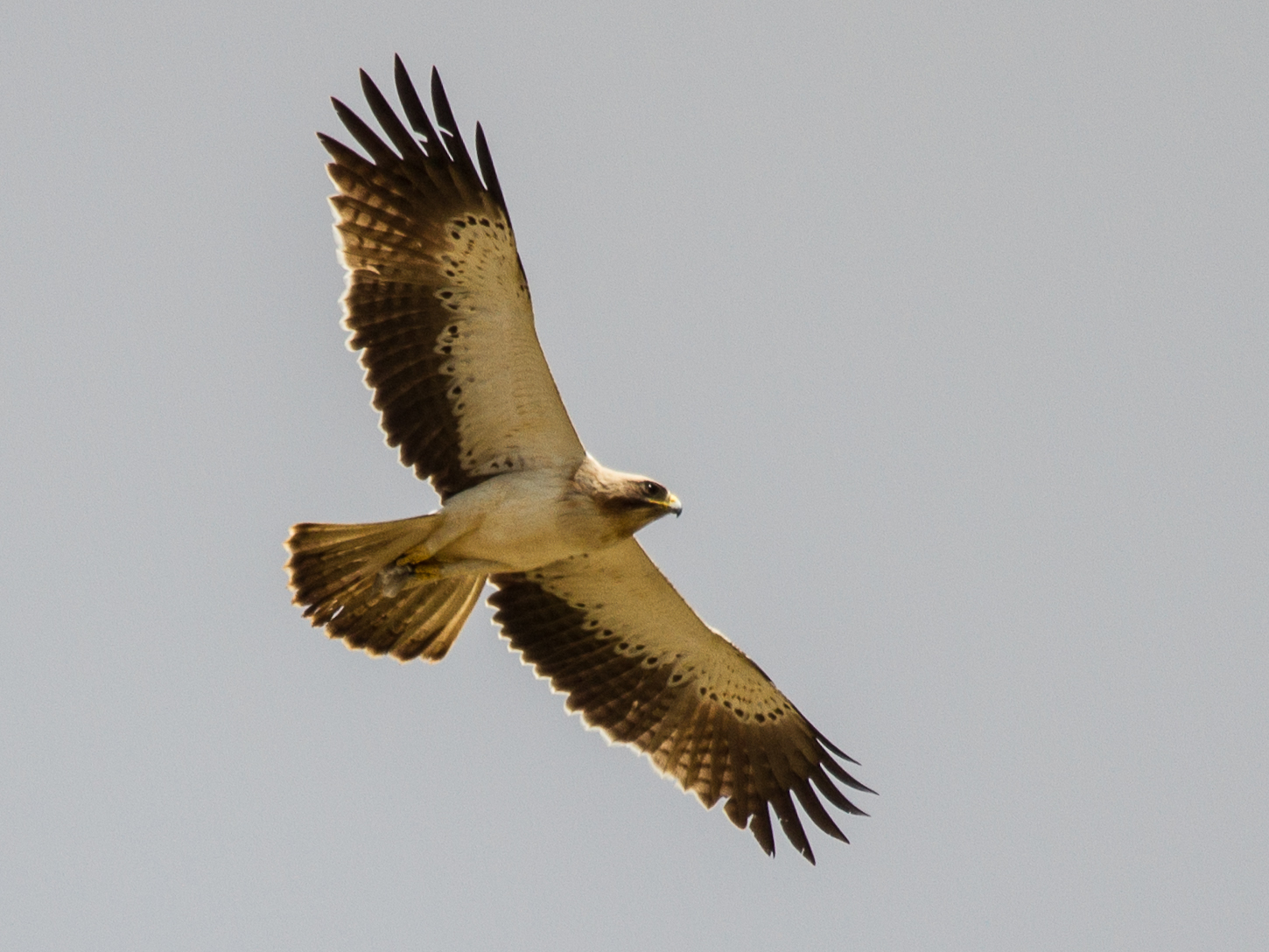
Aigle botté
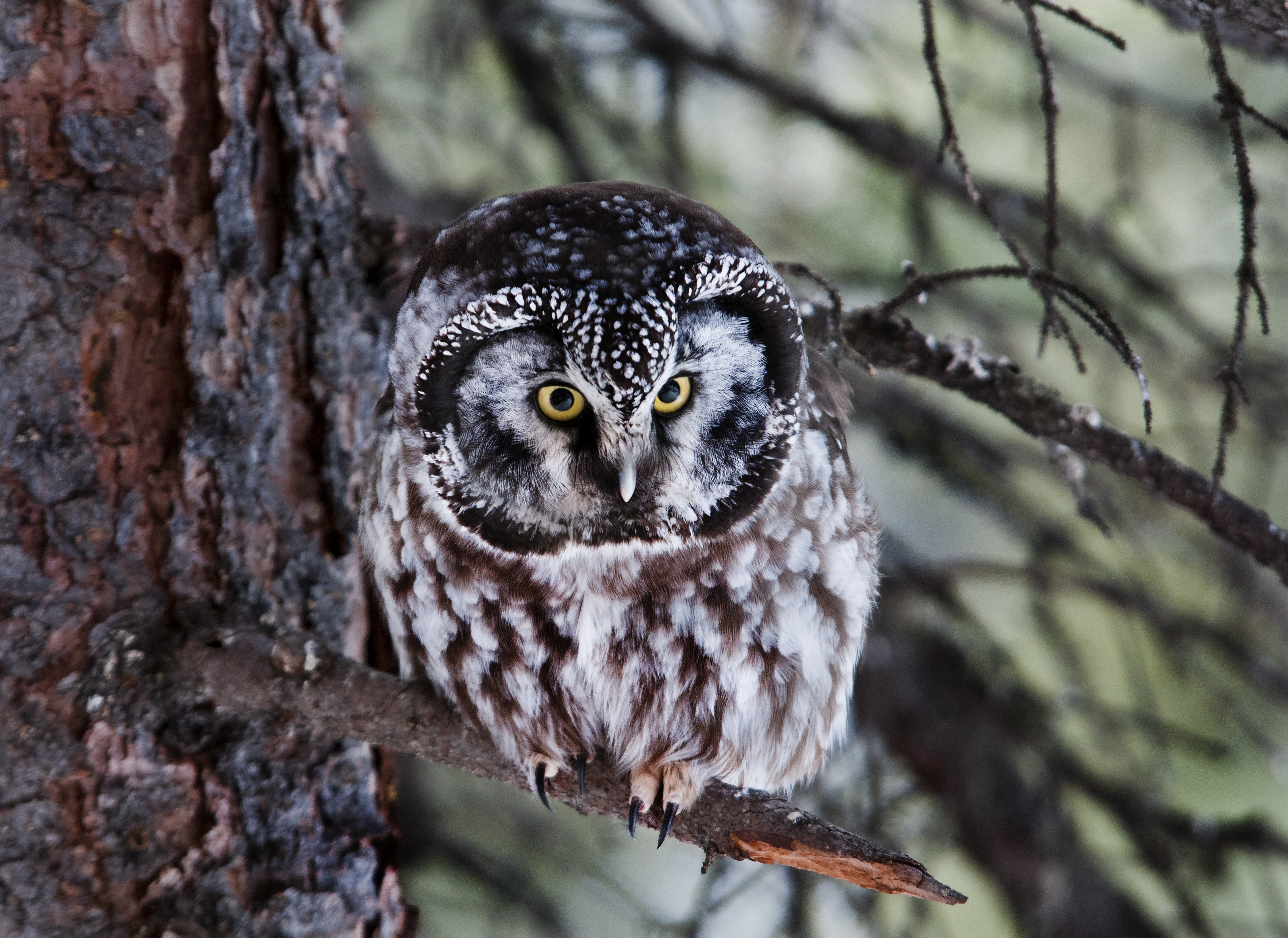
Chouette de Tengmalm
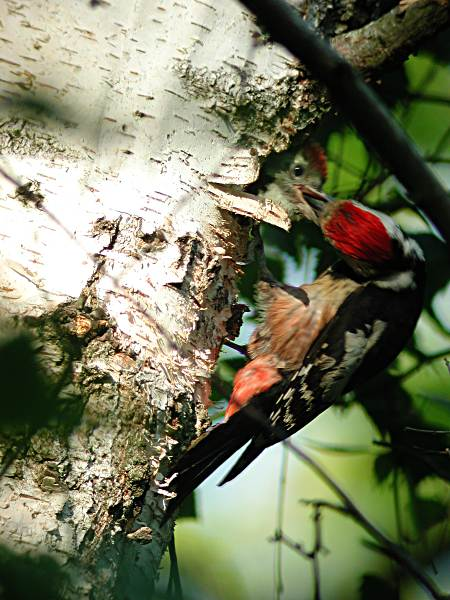
Pic mar

## Intérêt scientifique et économique
Outre l'entretien de la forêt qui a suscité dès le XIXe siècle la création de pépinières dont l'entreprise familiale Naudet qui a perduré jusqu'à maintenant pour connaître un développement international, la vocation cynégétique du massif exige un travail constant des équipes forestières pour assurer l'équilibre sylvo-cynégétique. La forêt de Châtillon fait également l'objet d'une mise en valeur touristique avec une maison de la forêt située à Leuglay à l'origine de visites et conférences ainsi que des parcours pédestres et de cyclotourisme.
L'industrie du bois résultant de l'exploitation forestière est une des branches industrielles les plus florissantes de la région. Environ 120 000 mètres cubes de bois sont prélevés chaque année et la gare de Châtillon-sur-Seine, fermée au trafic voyageur, fut même la première gare de France pour le trafic du bois dans les années 2000 mais le bois n'y transite plus depuis quelques années. La transformation concerne de nombreuses scieries, quelques artisans ébénistes et une importante usine de fabrication de charbon de bois, le Groupe Bordet à Leuglay.

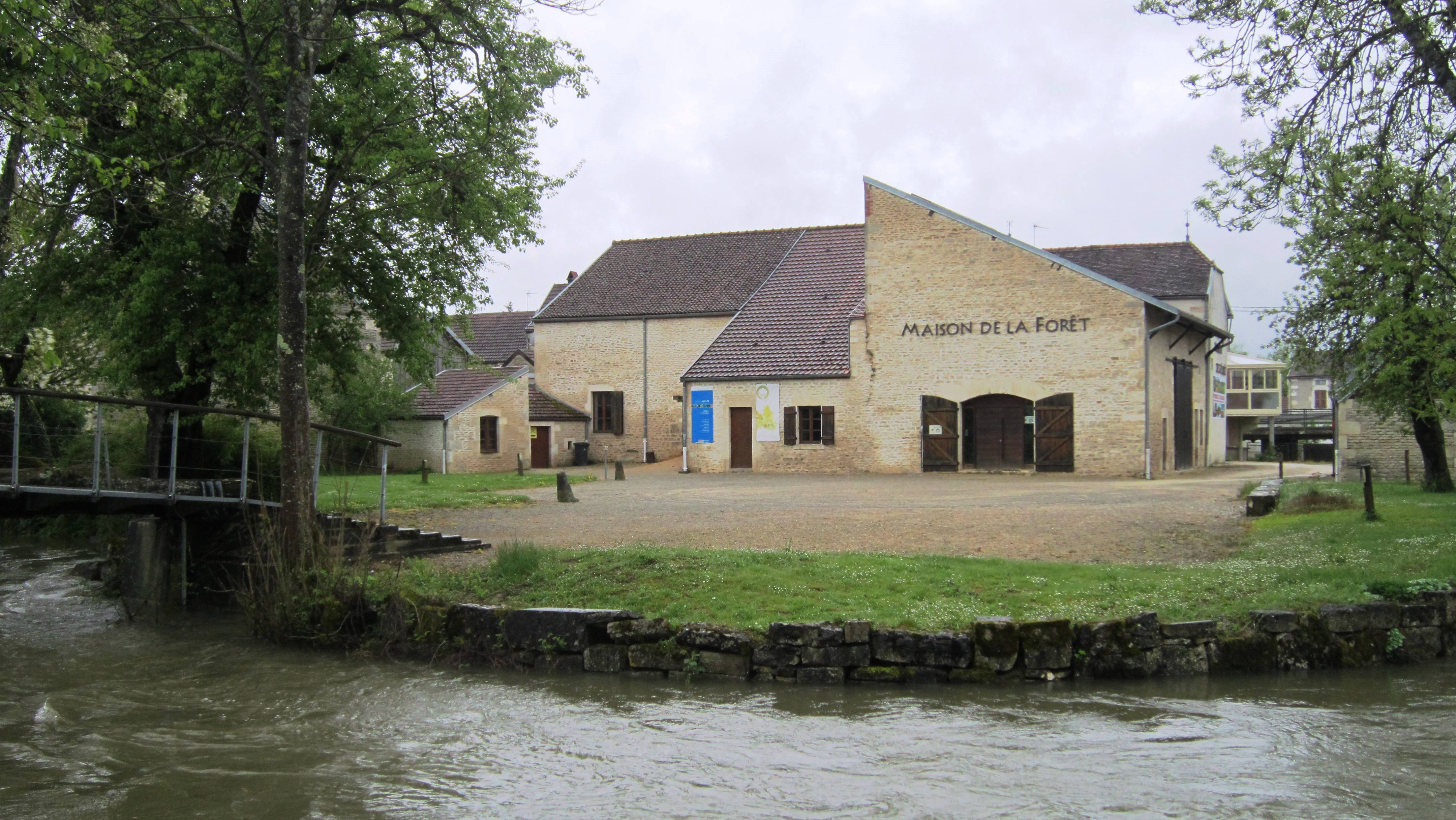
La maison de la forêt à Leuglay
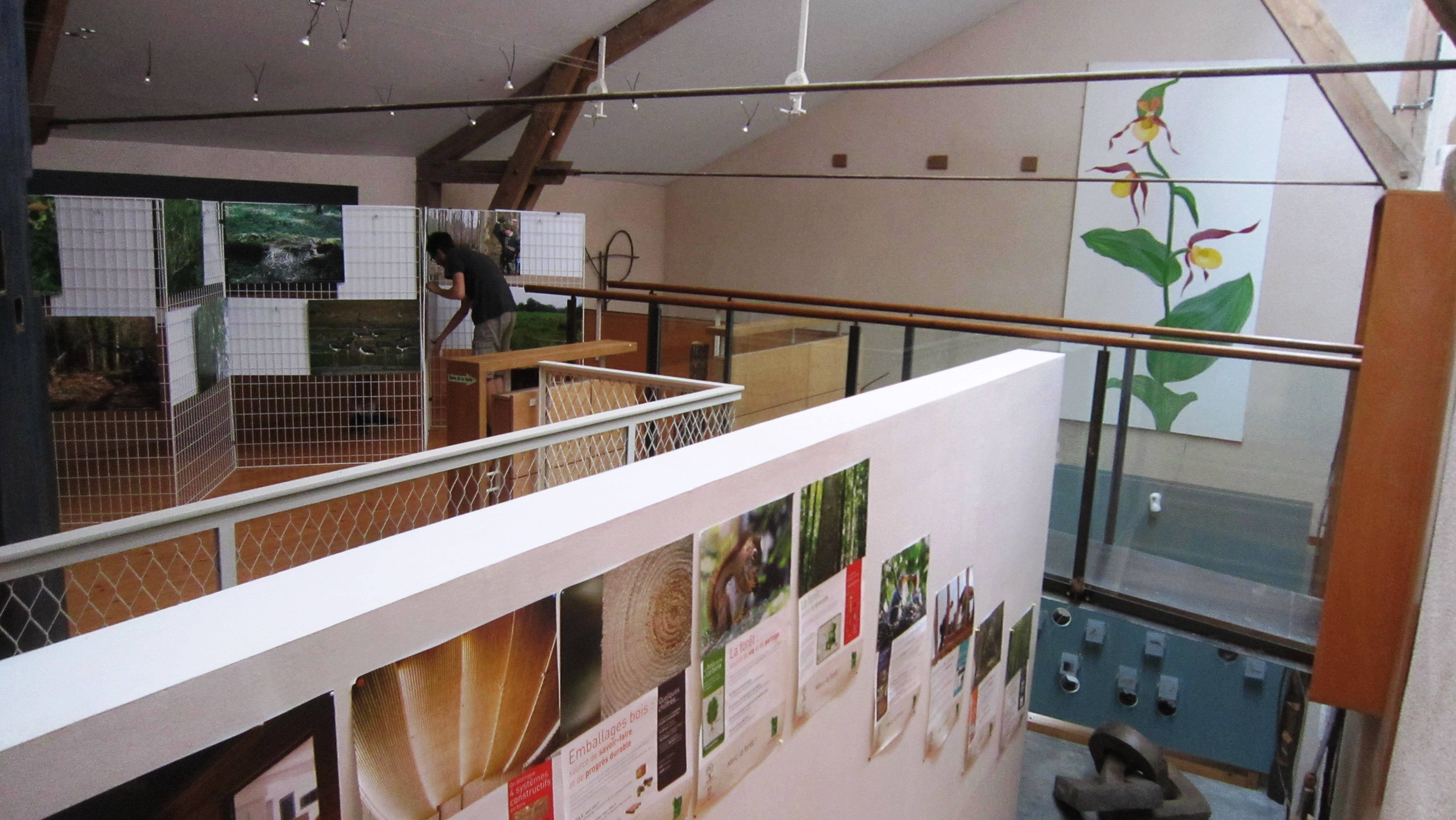
La maison de la forêt à Leuglay
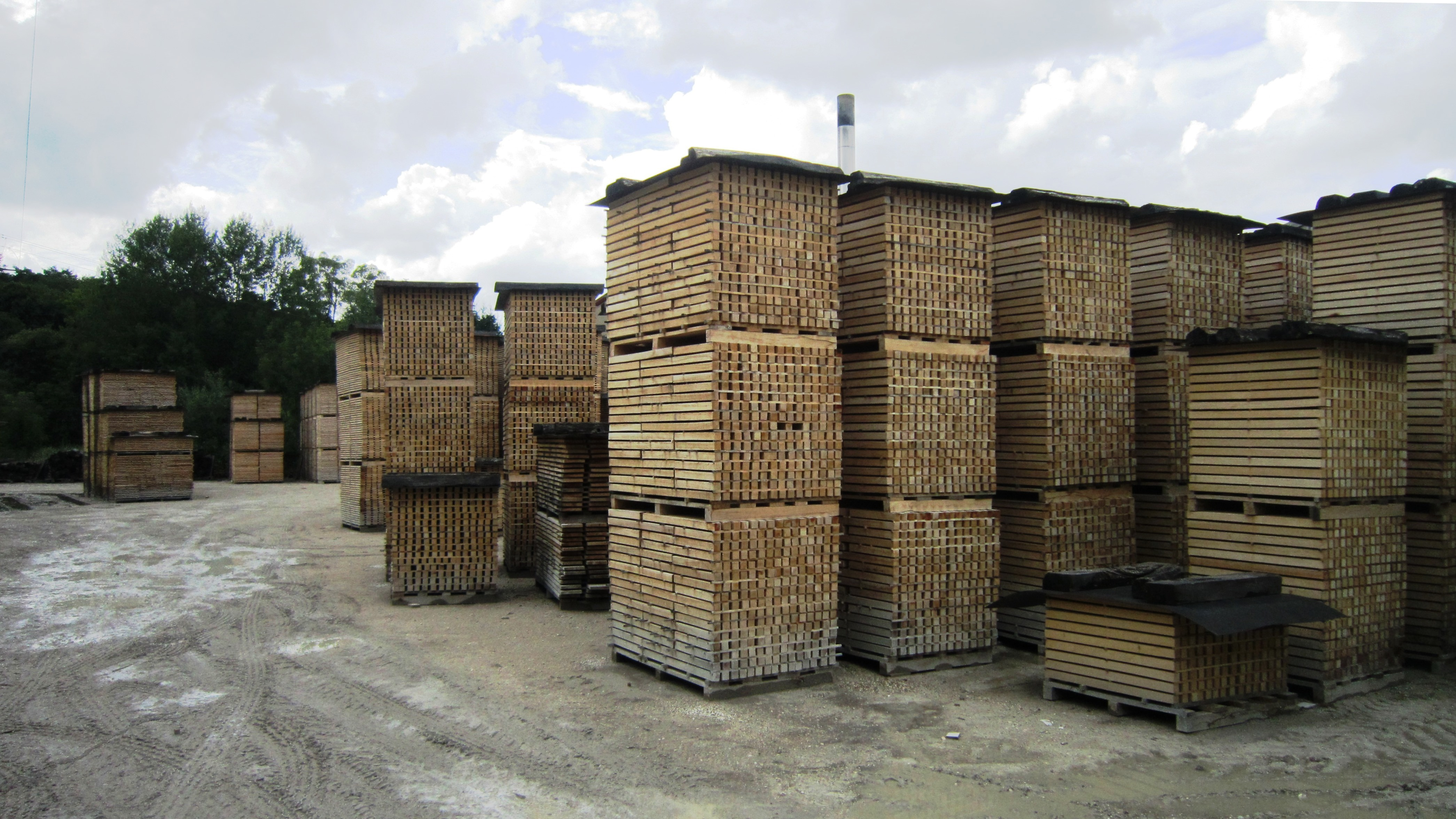
Stockage du bois en Châtillonnais.
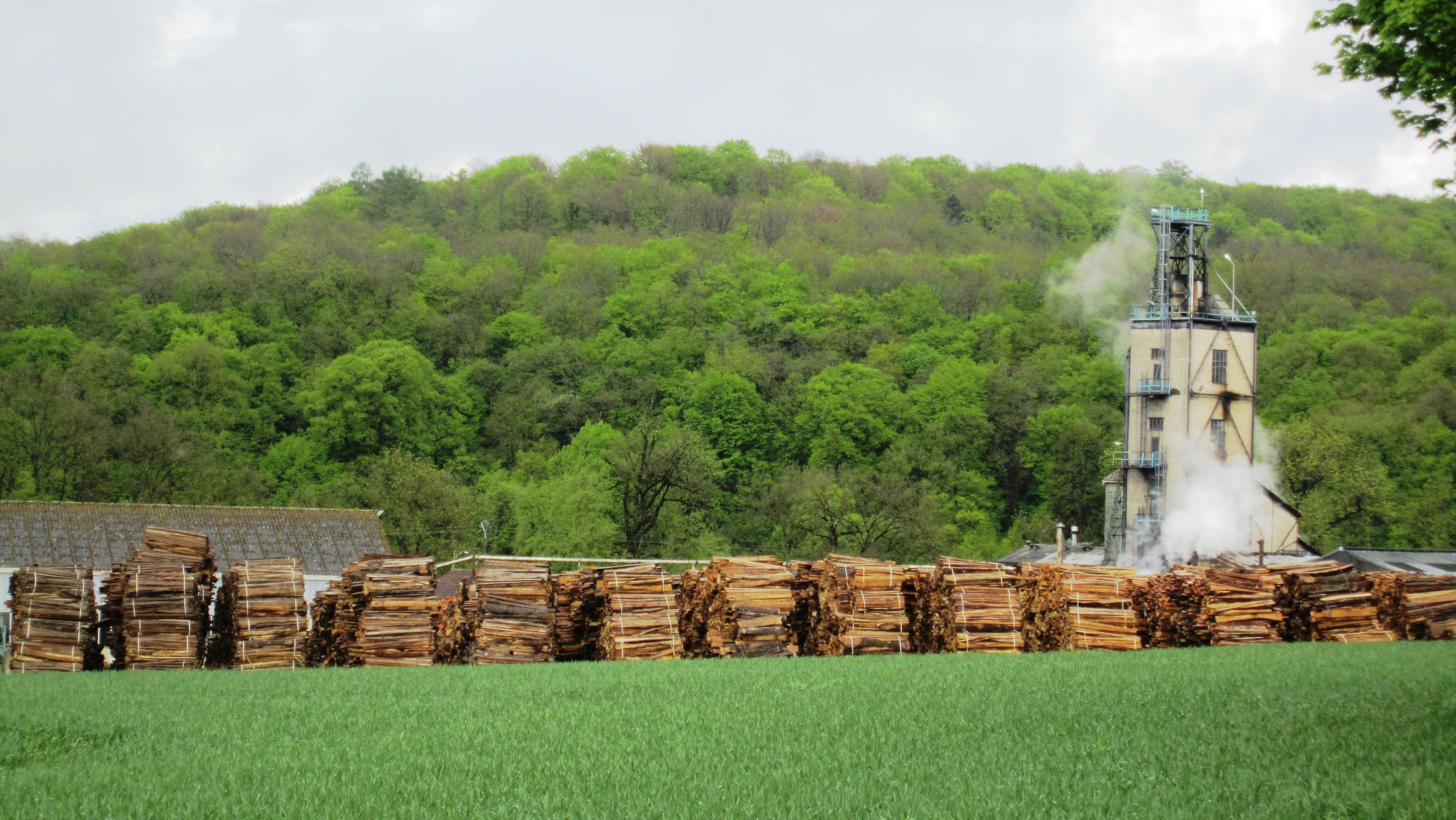
Fabrication du charbon de bois

## Statut
La forêt domaniale est incluse depuis 2018, avec celles d'Arc-en-Barrois et d'Auberive, dans le Parc national des Forêts de Champagne et Bourgogne.